# Penguin Books
Penguin Books är ett förlag som grundades 1935 av Sir Allen Lane, som en del av förlaget The Bodley Head, och blev ett separat företag först året därpå. Penguin revolutionerade förlagsvärlden på 1930-talet genom sina högkvalitativa, billiga pocketböcker, som såldes genom Woolworths och andra butiker för sixpence. Penguins framgångar visade att det fanns stort intresse för seriösa böcker. Penguin hade också ett viktigt inflytande på den offentliga diskussionen i Storbritannien, genom sina böcker om politik, konst och vetenskap.
Penguin Books är numera en imprint av det globala Penguin Random House, som bildades 2012 genom att de två förlagen gick ihop. Den före detta Penguin Group ägdes helt och hållet av Pearson PLC, det globala medieföretaget som också äger Financial Times, men det äger numera enbart 47% av aktierna, mot Random House ägare Bertelsmann som äger aktiemajoriteten.